# Marie Schweitzer
Pour les articles homonymes, voir Schweitzer.
Marie Schweitzer, née le 7 mai 1964 à Neuilly-sur-Seine, est une charpentière et architecte bois française.

## Biographie

### Enfance et formation
Marie Schweitzer est née le 7 mai 1964 à Neuilly-sur-Seine. En 1983, après son baccalauréat scientifique, elle intègre l'Unité pédagogique n°7 (UP7) fondée par Roland Schweitzer, l’école d’architecture Paris-Tolbiac,.
Elle est également diplômée d'un CAP en charpente bois en plus de son diplôme en architecture DPLG.

### Famille
Elle est la fille de feu Roland Schweitzer.

### Carrière
Comme son père, Roland Schweitzer, elle est une architecte bois fortement inspirée par la culture japonaise et par l'utilisation des matériaux biosourcés dans ses constructions en grande partie en bois.
Marie Schweitzer conçoit, innove, construit et restaure de nombreux ouvrages en intégrant du bois c'est le cas dans les rues de Javel, Tolbiac, Domrémy ou encore rue de Reuilly à Paris.

### Code pour Notre-Dame
En 2019, IBM lui demande d’être jury et mentor pour un programme inédit, à savoir le Hackathon Code pour la cathédrale Notre-Dame de Paris : des solutions technologiques pour aider à préserver et restaurer des monuments historiques.

## Œuvres
- 1995 : Réhabilitation de l'ambassade et du consulat de Finlande, 7e arrondissement de Paris.
- 1998 : Aménagement de l'hôtel particulier Chassepot de Beaumont, 3e arrondissement de Paris, monument historique.
- 2003 : Résidence sociale de 70 logements à Montreuil (93).
- 2005 : Logements sociaux dans le 11e arrondissement de Paris, labellisé haute qualité environnementale (HQE).
- 2006 : Logements sociaux, une église baptiste, une bibliothèque pour non-voyants, 15e arrondissement de Paris[5].
- 2010 : Construction d’un bâtiment médical pour IRM - Amilly (45).
- 2011 : Rénovation du Centre international de Massy (91)[6].
- 2013 : Réhabilitation de 8 immeubles de 220 logements et aménagement paysager du parc classé. Aménagement urbain avec création des rues Paul-Cézanne, Vincent-Bureau, Francisco-Ferrer et Étienne-Dolet. Résidentialisation et création d'un parking paysager de 220 places à Valenton (94)[7].
- 2014 : Surélévation de 3 niveaux en bois (à R+7 structure, vêture, ossature bois) et restructuration lourde en milieu occupé d’une résidence sociale (COALLIA) de 256 logements, bureaux, cuisines collectives, une mosquée, création d'une maison relais médicalisée, 13e arrondissement de Paris[3].
- 2018 : Conception d'une tour de 52 logements en accession, commerces activités en bois de 14 étages[8].
- 2019 : Construction d’une opération pilote unique en France financée par la banque forestière entièrement en bois (ossature vêture structure mobiliers) à Paris 15e comportant 7 lofts de grand standing et d'un bâtiment de restauration[3].
- 2020 : Restructuration et extension du collège (1200 places) Sainte-Clotilde dans le 12e arrondissement de Paris – Création d'un amphithéâtre en bois de 250 places et annexes – aménagements paysagers. Énergie positive[3].
- 2021 : Restructuration de 3 bâtiments en structure bois de 24 logements sociaux collectifs avec commerces et activité, de 5 maisons de ville et de bureaux, rue de Domrémy, dans le 13e arrondissement de Paris, projet porté par la Régie immobilière de la ville de Paris[3],[9],[10].

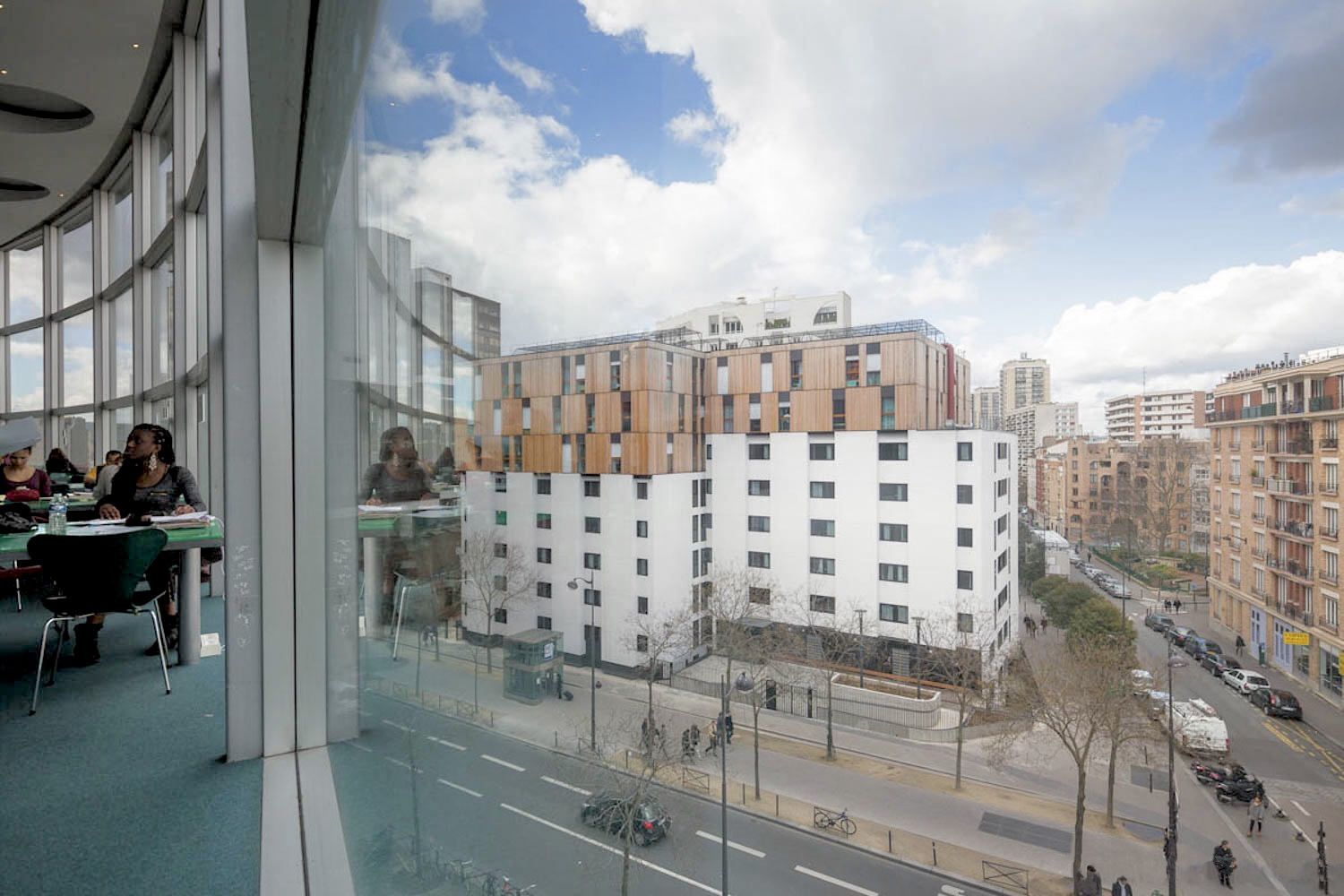
Surélévation d'un immeuble rue Tolbiac, Paris.
Appartement de haut standing, rue de Javel, Paris 15e.
Rénovation, rue Domrémy, Paris.

## Conférences

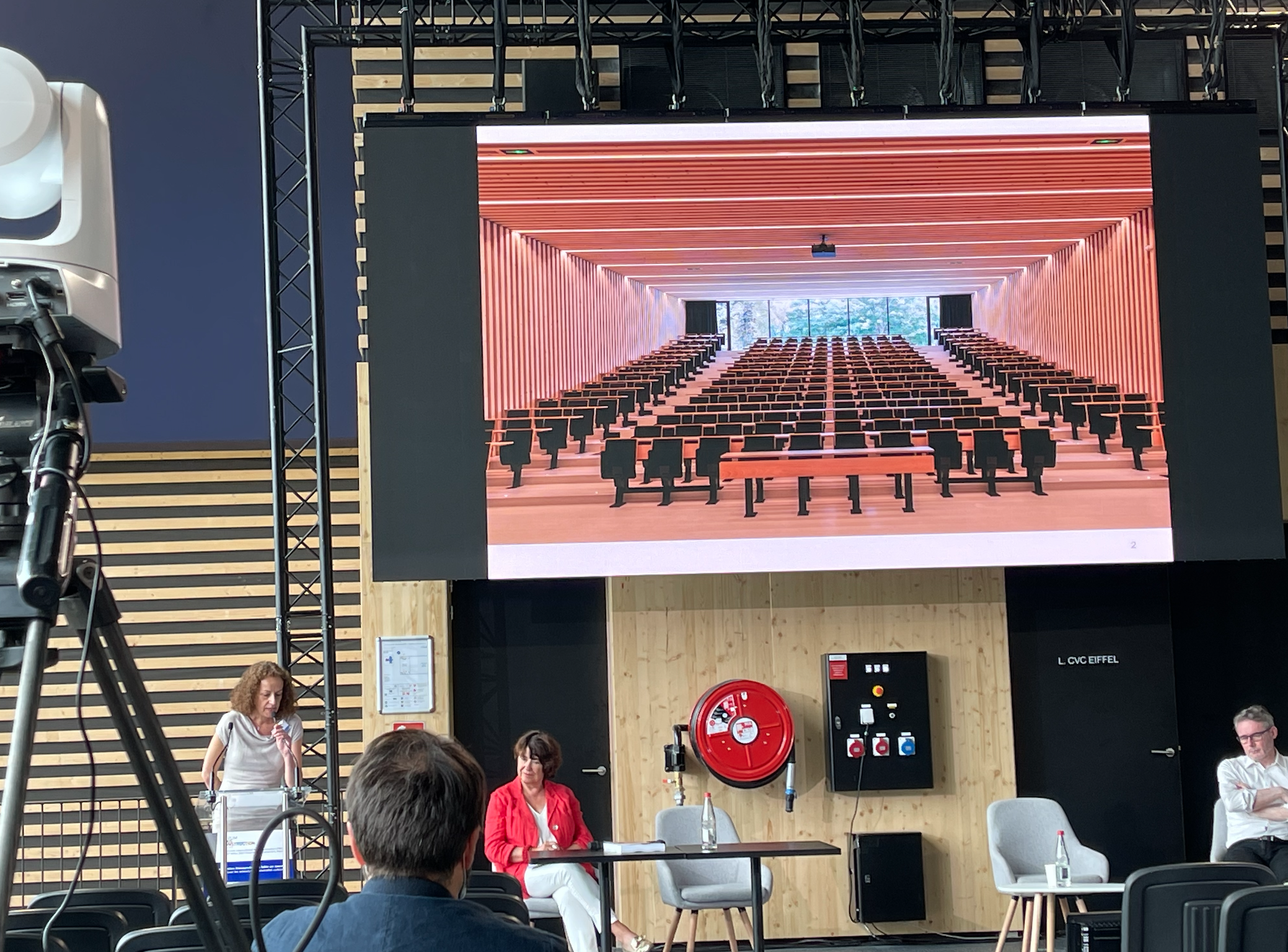
Marie Schweitzer intervient sur la thématique Bois et Luxe lors du 10è Forum International Bois Construction à Paris 2021 au Grand Palais Ephémère

Marie Schweitzer enseigne à l'École nationale supérieure d'architecture de Paris-Val de Seine. Elle donne des conférences dans d'autres écoles comme l'ENSA de Limoges. Elle participe régulièrement a des tables rondes sur les sujets en lien avec les objectifs du Plan climat de Paris établi en 2018, et à la maison de l'architecture.
Elle intervient dans de nombreuses conférences à l'international, notamment en Belgique ou encore lors du Forum international Bois Construction,,.

## Distinctions
- Membre de l'Académie d’architecture en 2013[17]
- Chevalier des l'ordre des Arts et des Lettres en 2018[18]
- Experte Chine pour la SFACS (sino-french architectural communication society)[18]